# Adam Hendriksen
Adam Egede Tobias Hendriksen (* 30. Oktober 1886 in Appat; † unbekannt) war ein grönländischer Landesrat.

## Leben
Adam Hendriksen war der Sohn des Jägers David Barnabas Jakob Hendriksen (1859–?) und seiner Frau Lucia Ane Katrine Knudsen (1861–?). Am 25. Juli 1909 heiratete er die Hebamme Elisabeth Charlotte Karen Rosbach. Adam Hendriksen saß 1916 für Johan Lange im nordgrönländischen Landesrat.